# 丹後織物工業組合
丹後織物工業組合（たんごおりものこうぎょうくみあい）は、京都府丹後地域における丹後ちりめんの機業家の同業者団体である。京丹後市大宮町河辺3188番地に本部・加工場が所在する。

## 歴史

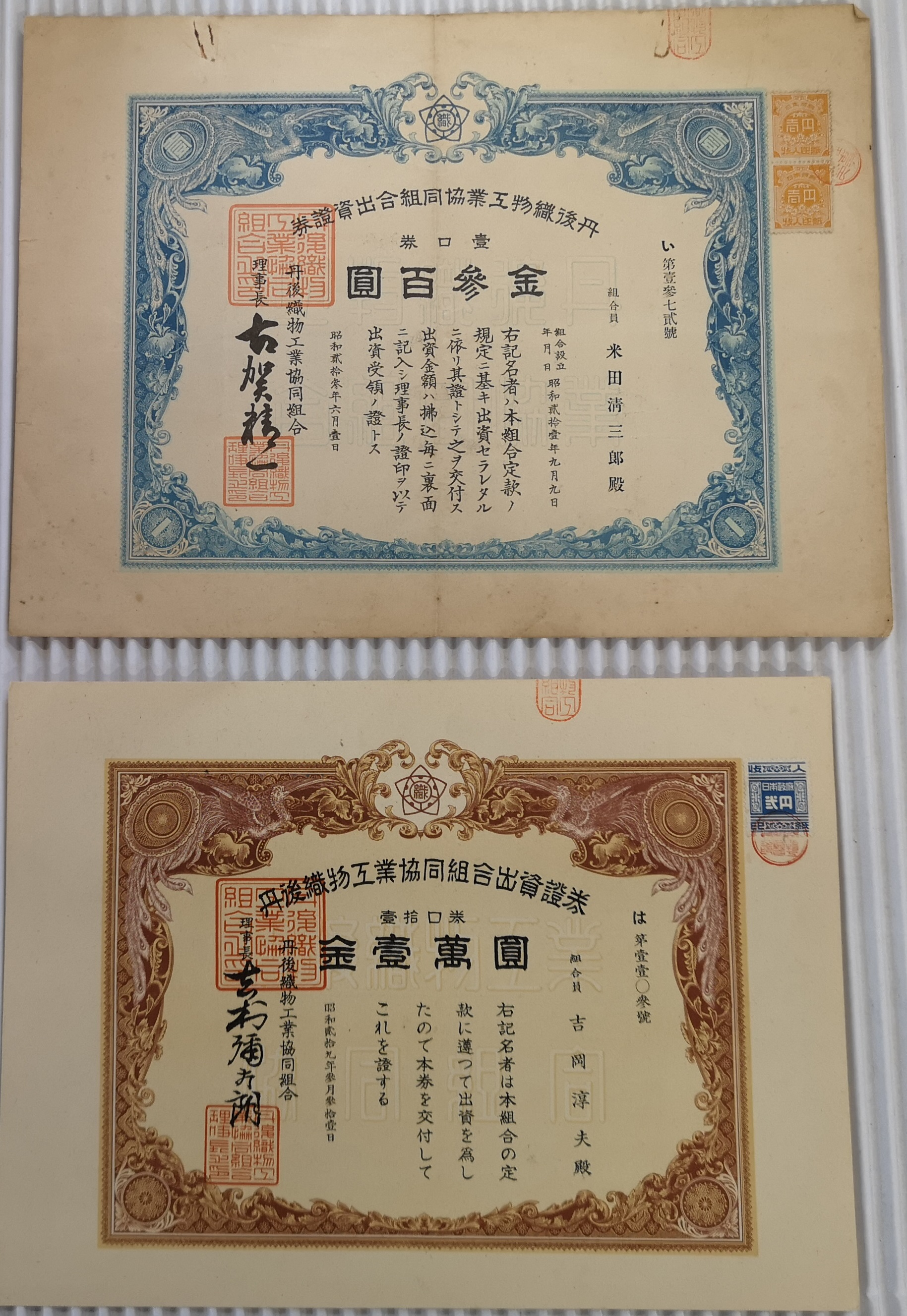
1948年と1954年の丹後織物工業組合の出資証券

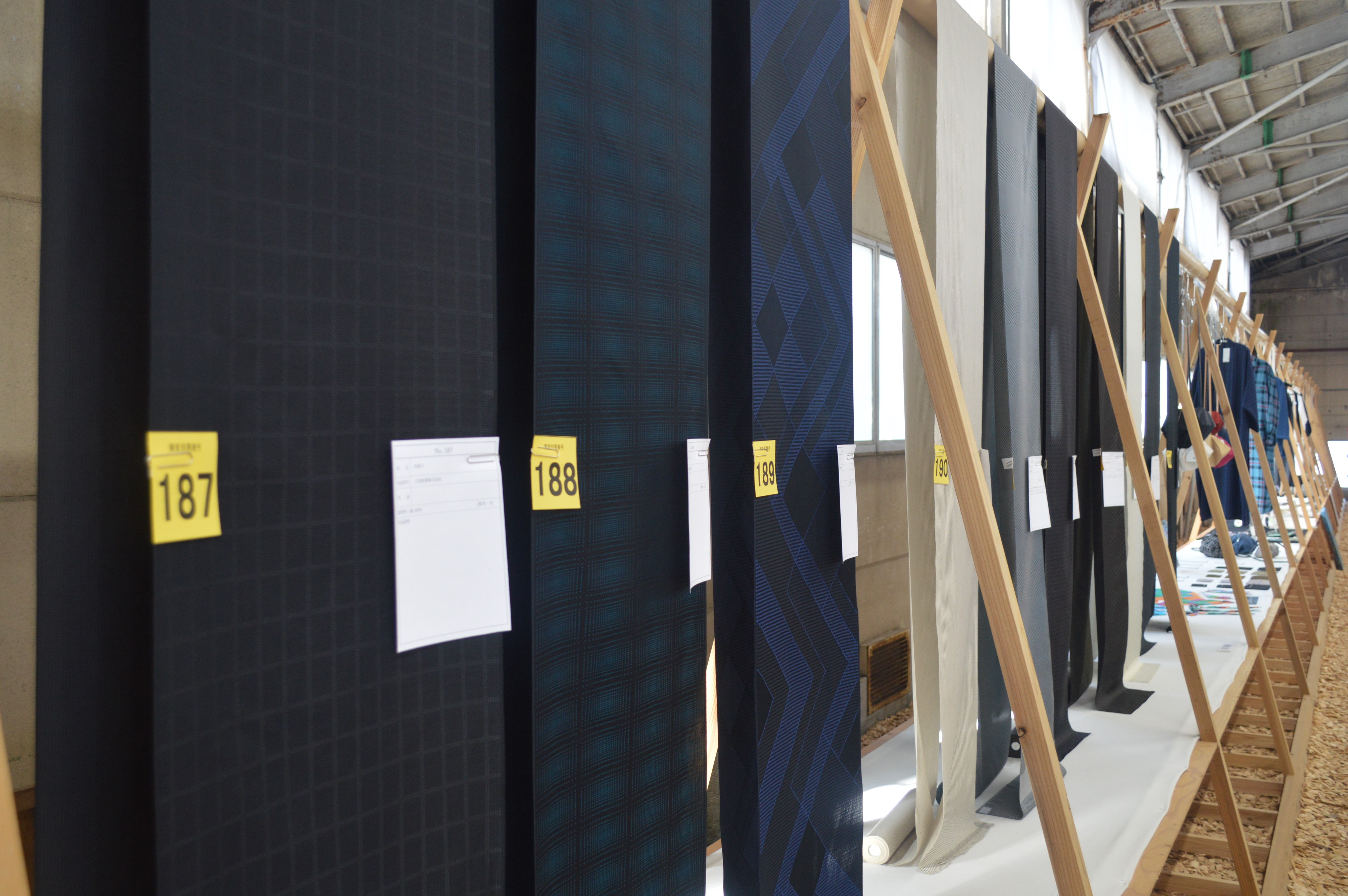
2021年のTANGO TEXTILE EXHIBITION（丹後織物求評会）

### 背景
1921年（大正10年）、京都府中郡峰山町に丹後縮緬同業組合という名称で創立された。その目標は、単一の組織を作ることにより丹後機業家の団結を強固にし統制を取ること、丹後生産の縮緬は全て丹後で練る（精錬する）いわゆる「国練り」を実施する、製品の品質の検査制を厳重にし製品の信用を高めることだった。

### 戦後の歴史
その実現に向けて改組を繰り返し、1949年（昭和24年）に丹後織物工業協同組合となると、1963年（昭和38年）に現在の丹後織物工業組合となった。
1953年（昭和28年）9月、女優の有馬稲子をモデルとして、戦後初めて丹後ちりめんの宣伝ポスターを製作した。1965年（昭和40年）5月、丹後ちりめん創業250年を記念した丹後織物福祉センター、丹後織物工業組合本部事務所、ちりめん苑が完成した。1973年（昭和48年）には丹後ちりめんの白生地生産量が歴代最高の920万反を記録したが、以後は長期間に渡る低迷に陥った。
2000年（平成12年）12月1日、京都市において丹後織物求評会を初開催した。同年12月8日には峰山町杉谷に置かれていた本部施設が峰山町に売却され、中郡大宮町にある中央加工場敷地内に本部を移転した。
2018年（平成30年）7月には丹後ちりめんの新ブランドとして「Tango Open」を創設した。2020年（令和2年）には丹後織物求評会をTANGO TEXTILE EXHIBITIONに改称し、21年ぶりに丹後地方で開催した。2021年（令和3年）3月10日には組合創立100周年記念式典を挙行した。
ピーク時の1975年度（昭和50年度）の事業者数は約1万件だったが、2023年度（令和5年度）には518件となっている。2024年（令和6年）、敷地内に直営店と絹織物精練加工場からなるTANGO OPEN CENTERが開店した。

### 年表
- 1921年（大正10年） - 丹後縮緬同業組合として創立[6]。
- 1949年（昭和24年） - 丹後織物工業協同組合に改組[6]。
- 1963年（昭和38年） - 丹後織物工業組合に改組[6]。

## TANGO OPEN CENTER
組合が発表していた産業振興プランに基づき2024年（令和6年）6月に、組合加工場内に整備された。
ちりめんの製造工程である精錬加工の実際をガイド付きで見学できるオープンファクトリー「精錬の世界」、丹後織物製品を直売するショップ、精錬や染色を体験できる各種ワークショップもある。